# Huuhtsaaret
Huuhtsaaret är en ö i Finland. Den ligger i sjön Puula och i kommunen Kangasniemi i den ekonomiska regionen  S:t Michel och landskapet Södra Savolax, i den södra delen av landet, 210 km norr om huvudstaden Helsingfors. Öns area är 0,4 hektar och dess största längd är 100 meter i nord-sydlig riktning.  Notera att namnet antyder att det är fråga om flera öar.